# Нішський договір (1739)
Нішський договір — мирний договір, підписаний 3 жовтня 1739 року в Ніші Османською імперією з одного боку та Російською імперією з іншого. Російсько-турецька війна (1735—1739) була спровокована бажанням Росії отримати Азов і Крим як перший крок у її спробі домінувати в Чорному морі. Після кількох набігів, починаючи з 1735 року, російські війська знищили опір Кримського ханства, а в 1739 році переправилися через Дністер у Молдову. Після перемоги над турками в битві під Стеученами вони рушили до столиці Молдови Ясси, яку завоювали.
Імперія Габсбургів вступила у війну в 1737 році на боці Росії, але була змушена укласти сепаратний мир з Османами за Белградським договором, уступаючи османам Північну Сербію та Олтенію, дозволяючи туркам протистояти російському тиску.
Натомість султан визнав імператора Габсбургів офіційним покровителем християнських справ в Османській імперії, на яку також претендувала Російська імперія. Вихід Австрії змусив Росію прийняти Нішський мир, тим самим відмовившись від своїх претензій на Крим і Молдавію, що дозволило їй створити порт на Азовському морі, але без жодних укріплень чи флоту на Чорному морі.